# Fourth Air Force

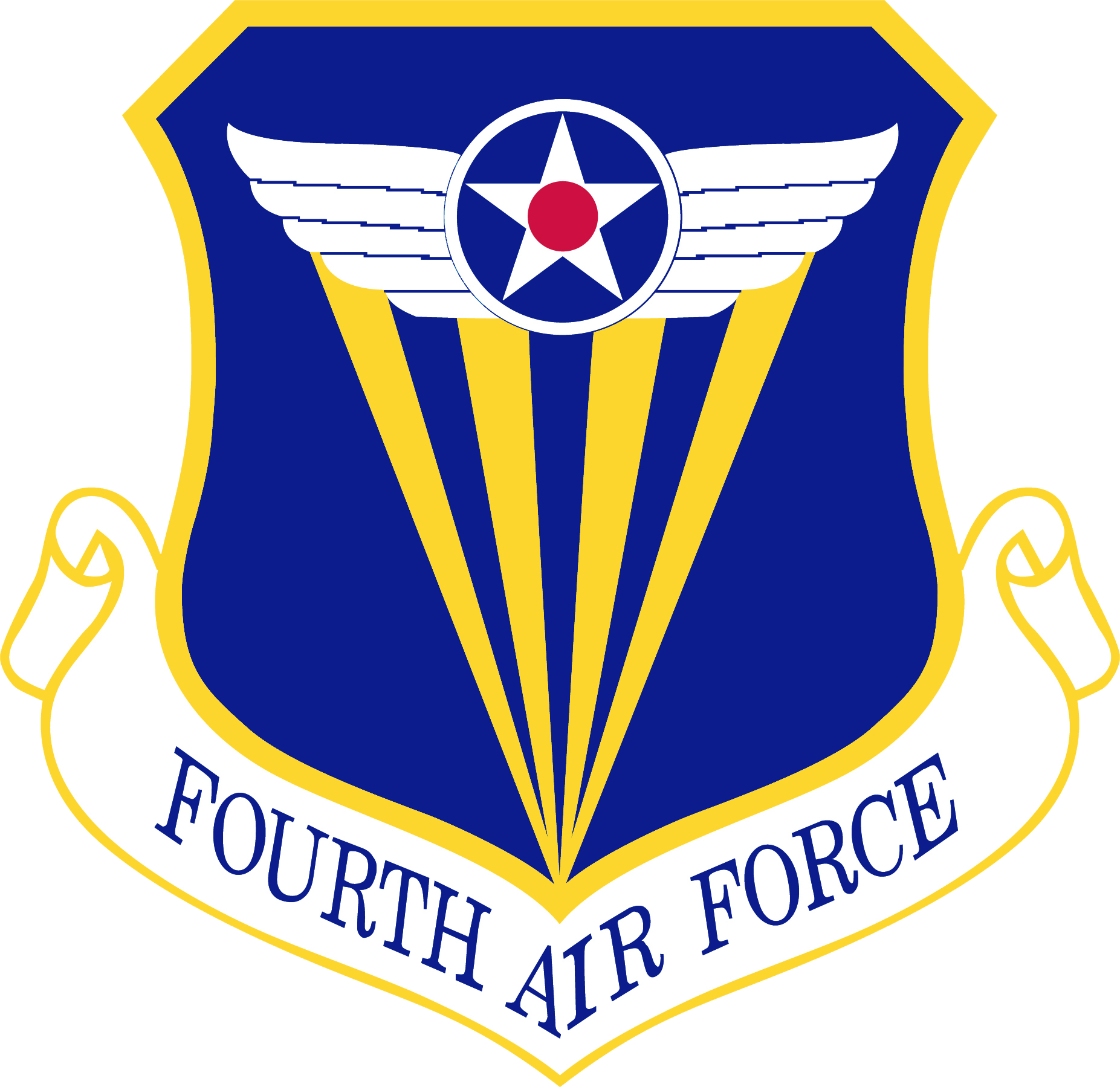
Stemma della Fourth Air Force

La Fourth Air Force (4 AF) (in italiano: Quarta Forza Aerea) è una forza aerea numerata dell'United States Air Force Reserve (AFRC). Ha il suo quartier generale nella March Joint Air Reserve Base (California).
Questa unità dirige le attività e coordina l'addestramento di più 24 000 riservisti dell'aria. Se richiamati in servizio attivo, gran parte di questi militari sarebbero assegnati all'Air Mobility Command. Altri di loro ingrosserebbero le file di Air Force Materiel Command, Air Education and Training Command, e Pacific Air Forces.
Una delle quattro originarie forze aeree numerate preesistenti alla seconda guerra mondiale, la 4 AF fu attivata il 18 dicembre 1940, in quello che allora si chiamava March Field (attuale quartier generale ricordato in proemio), con una missione di difesa aerea degli stati sudoccidentali e delle regioni del Lower Midwest.
Durante la guerra, il suo compito principale fu l'organizzazione e l'addestramento delle unità da combattimento prima del loro dispiegamento all'estero.
È attualmente (2011) comandato dal brigadier generale Mark A. Kyle.

## Sinossi

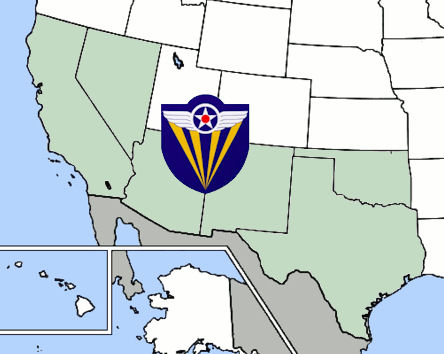
La regione degli USA affidata alla Fourth Air Force durante la Seconda guerra mondiale.

La Fourth Air Force ha il compito di assicurarsi che le sue unità ed il personale relativo siano pienamente preparati a portare a termine tutte le missioni assegnate a sostegno degli obiettivi nazionali. La squadra 200+ consiste di tecnici della riserva aerea, impiegati civili e riservisti tradizionali. Essi dirigono le attività e presiedono all'equipaggiamento ed all'addestramento di oltre 23 000 riservisti dell'aeronautica in programmi collocati in diverse aree di Stati Uniti, in Alaska, Hawaii e Guam. Riservisti tratti da unità della 4 AF sono ordinariamente schierati nelle unità dei corpi di spedizione impegnati nelle zone di combattimento dell'Asia centrale e sud-occidentale nell'ambito della Guerra al terrorismo.

## Reparti

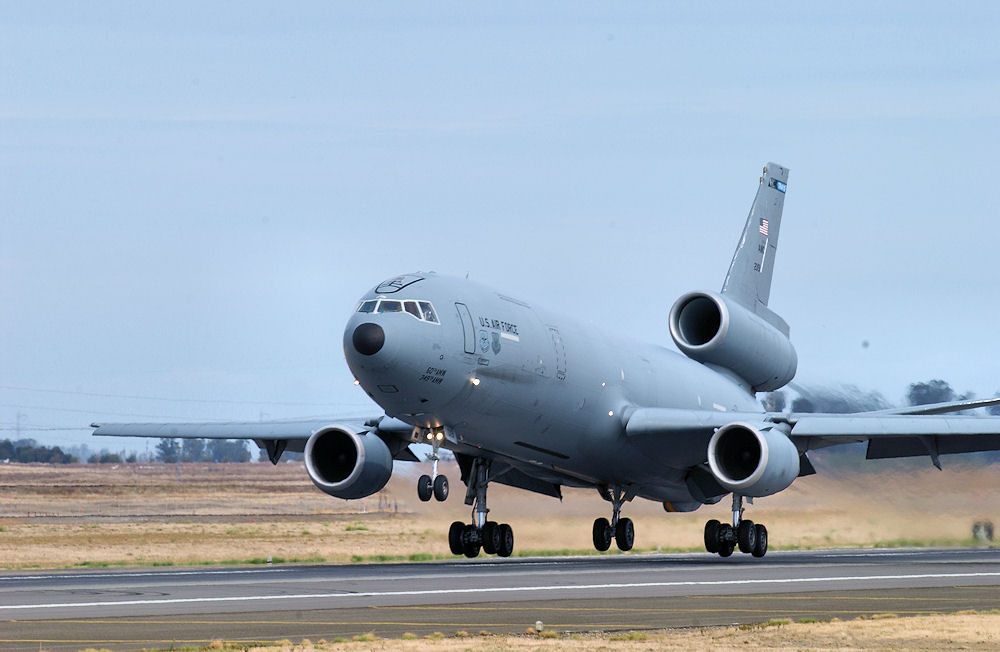
Il McDonnell Douglas KC-10A Extender 82-0191 al decollo da Travis AFB.

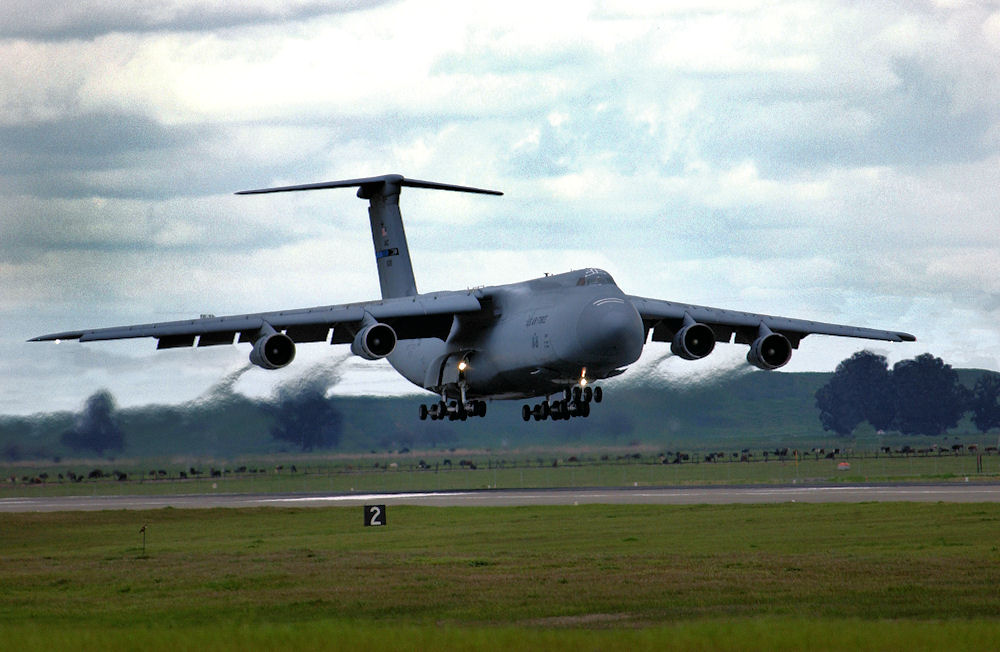
Un C-5 Galaxy della base di Travis rientra da un volo addestrativo.

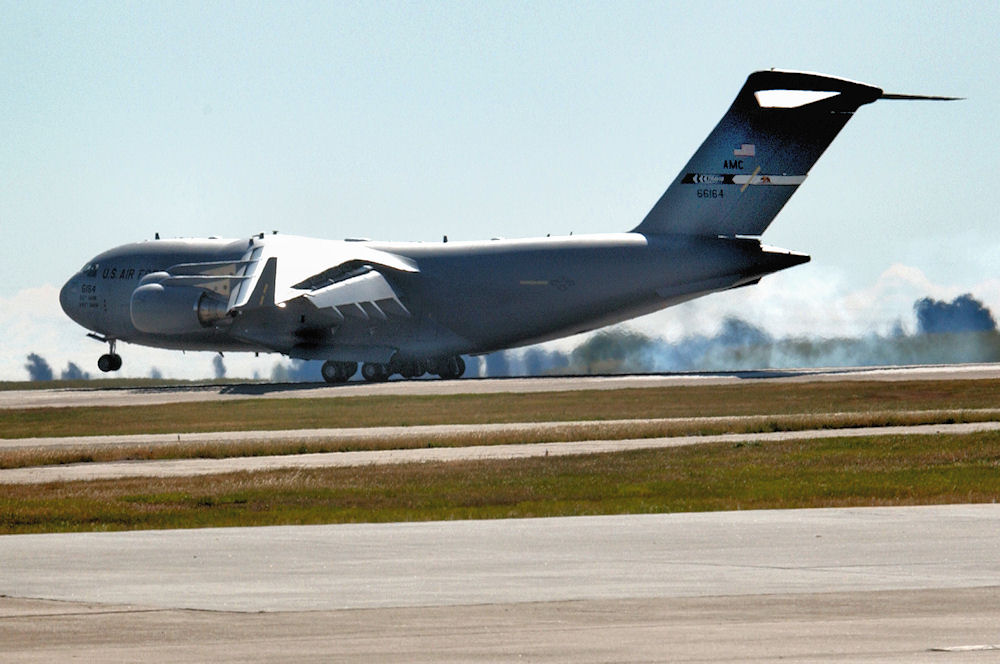
Il nuovissimo Boeing C-17A Globemaster III, 06-6164, arriva a Travis AFB.

Le unità di volo della Fourth Air Force comprendono: uno stormo di mobilità aerea e di due di ponte aereo più cinque di rifornimento aereo che sono riconosciuti come unità; due stormi di ponte aereo ed un gruppo di rifornimento aereo che sono associati ad altre unità.
- Quartier generale della 4th Air Force, March ARB, California
- 349th Air Mobility Wing,[8] Travis Air Force Base,[9] California

C-5 Galaxy, KC-10 Extender, C-17 Globemaster III
- 433d Airlift Wing,[10] Lackland Air Force Base/Kelly Field Annex,[11] Texas

C-5 Galaxy
- 434th Air Refueling Wing,[12] Grissom Air Reserve Base,[13] Indiana

KC-135R Stratotanker
- 445th Airlift Wing,[14] Wright Patterson Air Force Base,[15] Ohio

C-17 Globemaster III
- 446th Airlift Wing,[16] McChord Air Force Base,[17] Washington

C-17 Globemaster III
- 452d Air Mobility Wing,[18] March Air Reserve Base,[19] California

C-17 Globemaster III, KC-135R Stratotanker
- 459th Air Refueling Wing,[20], Andrews AFB, Maryland

KC-135R Stratotanker
- 507th Air Refueling Wing,[21] Tinker AFB, Oklahoma

KC-135R Stratotanker
- 624th Regional Support Group,[22] Hickam Air Force Base,[23]  Hawaii
- 916th Air Refueling Wing,[24] Seymour Johnson Air Force Base,[25] North Carolina

KC-135R Stratotanker
- 927th Air Refueling Wing,[26] MacDill Air Force Base,[27] Florida

KC-135R Stratotanker
- 931st Air Refueling Group,[28] McConnell Air Force Base,[29] Kansas

KC-135R Stratotanker
- 932d Airlift Wing,[30] Scott Air Force Base,[31] Illinois

C-9A Nightingale, C-40 Clipper

## Storia
Una delle quattro originarie forze aeree numerate preesistenti alla seconda guerra mondiale, la 4 AF fu attivata il 18 dicembre 1940 come Southwest Air District della GHQ Air Force, in quello che allora si chiamava March Field (attuale quartier generale ricordato in proemio). Fu ridenominata Fourth Air Force il 26 marzo 1941 con una missione di difesa aerea degli stati sudoccidentali e delle regioni del Lower Midwest.

### Seconda guerra mondiale
Durante la Seconda guerra mondiale la Fourth Air Force fu il principale comando di difesa aerea della West Coast. Il comando svolse anche pattugliamenti antisom lungo le coste del Golfo del Messico dall'indomani di Pearl Harbor fino all'ottobre 1942.
Il 29 settembre 1942, il Rice Municipal Airport collocato nel Desert Training Center fu acquisito dal  IV Air Support Command, e fu operativo dal mese successivo. Ridenominato Rice AAF fu utilizzato per addestrare piloti ed equipaggi di aerei la cui missione era il supporto aerotattico.
Dopo l'ottobre 1942, il servizio antisom divenne compito di Coast Guard ed altri enti, quindi il comando di cui parliamo qui fu impegnato nell'addestrare rincalzi per unità combattenti. Collaborava con l'Army Air Forces Training Command (AAFTC) nello sforzo di preparare unità, equipaggi e singoli individui per operazioni di bombardamento, caccia e ricognizione. Dopo che il personale era stato abilitato dalle scuole di volo AAFTC; addestramento da navigatore; scuole che preparavano all'impiego di un vasto spettro di armi di bordo e varie scuole tecniche, la Fourth Air Force organizzò il personale, i velivoli e gli equipaggiamenti in modo da costituire gruppi da combattimento e squadroni.
Le unità di nuova formazione ricevettero addestramento secondario prima di essere assegnate ai contingenti combattenti sui vari teatri all'estero. La maggior parte dei gruppi che impiegavano P-51 Mustang e P-38 Lightning furono addestrati dalla Fourth Air Force soprattutto per la vicinanza con gli impianti di fabbricazione in California del sud. Verso il 1944, la gran parte dell'addestramento operativo dei gruppi terminò, ed il comando si concentrò sull'addestramento del personale di rincalzo, usando le  Army Air Force Base Units (AAFBU) come organizzazioni addestrative presso i campi d'aviazione della Fourth Air Force.
Per le principali aree metropolitane della costa occidentale USA furono pure costituiti degli Air Defense Wings, usando le unità addestrative aggregate agli stormi. Nel 1944, la probabilità di un attacco aereo sulla West Coast era remota, e questi stormi aerei furono ridotti ad unità "sulla carta".
Sempre a quell'epoca, la maggioranza delle forze aeree numerate di USAAF stavano combattendo in varie parti del mondo, come l'Eighth Air Force in Europa e la Twentieth Air Force nel Pacifico. Erano sostenute da quattro forze aeree numerate poste negli Stati Uniti (conosciute come la  Zone of the Interior, o "ZI"). Il 13 dicembre 1944 First, Second, Third e  Fourth Air Force furono tutte poste sotto il commando unificato delle Continental Air Forces ("forze aeree continentali").